# Sidney Beer
Sidney Beer (* 8. November 1899 in Toxteth (zu Liverpool, Lancashire); † 1. Juni 1971 in Watchet (Somerset)) war ein britischer Dirigent.

## Leben und Werk
Sidney Beer studierte am Royal College of Music in London, an der Musikakademie Wien und am Mozarteum Salzburg.
Sidney Beer debütierte 1932 als Dirigent. 1933 kam er zum London Philharmonic Orchestra. 1941 gründete er das National Symphony Orchestra England. Sidney Beer wurde durch Konzertreisen in England, Frankreich und der Schweiz sowie durch Tonträgereinspielungen bekannt.